# أوزينغن
اوزينغن (بالألمانية: Usingen) هي بلدة، Gemarkung، بلدة ألمانية و Ortsbezirk of Germany تقع في ألمانيا في هوختاونوسكرايس. يقدر عدد سكانها بـ 13,328 نسمة .

## المدن التوأمة
مدن أوفربيتوا و Chassieu هي مدن توأمة لـاوزينغن.

## أعلام
- جيرالد غانثر
- تيودور لانغهانز